# Mosimanegape Ramohibidu
Mosimanegape Ramohibidu (Lobatse, 15 giugno 1985) è un calciatore botswano, difensore del Botswana Meat Commission e della Nazionale di calcio del Botswana.